# واتسلاف ماشک
واتسلاف ماشک (چکی: Václav Mašek؛ زادهٔ ۲۱ مارس ۱۹۴۱) بازیکن فوتبال اهل چکسلواکی بود.
از باشگاه‌هایی که در آن بازی کرده‌است می‌توان به باشگاه فوتبال اسپارتا پراگ و دوکلا پراگ اشاره کرد.
وی همچنین در تیم ملی فوتبال چکسلواکی بازی کرده‌است.